# Terreur à la récré
Terreur à la récré (France) ou Bart s'en va-t-en guerre (Québec) (Bart the General) est le 5e épisode de la première saison de la série télévisée d'animation Les Simpson.

## Synopsis
Bart doit se battre contre Nelson, la brute de l'école car il a voulu protéger les gâteaux que Lisa a faits pour Mlle Hoover. Nelson a battu Bart après les heures de cours et l'a averti qu'il ferait la même chose le jour suivant. Chez lui, Homer conseille à Bart de se battre « à la dégueulasse » tandis que Marge lui conseille d'essayer de le raisonner. Choisissant d'écouter Homer, Bart confronte Nelson, mais il se fait encore battre. Cette fois, il se tourne vers le Simpson le plus costaud, Abraham.
Abraham lui présente Herman, un vétéran de guerre déjanté qui s'occupe d'une boutique militaire. Herman déclare la guerre à Nelson et montre une stratégie de combat à Bart. Bart va chercher les autres enfants de l'école qui se sont fait traumatiser par Nelson et les enrôle dans ses troupes. Pendant qu'Herman commande les actions, Bart les mène dans la bataille. Quant à Nelson et ses loubards, ils commencent à se faire lancer des bombes à eau.
Terrorisés, les loubards capitulent. Nelson est fait prisonnier, mais il signe un traité interdisant de tuer Bart dès qu'il est libéré. Marge arrive avec des gâteaux et la paix règne.

## Premières apparitions
- Nelson Muntz
- Herman
- Mlle Hoover (mention)

## Erreurs
- Un des amis de Nelson a la couleur de peau noire et l'autre blanche, mais quand l'armée de Bart les attaque et à un moment dans l'école, ils sont tous les deux noirs.